# Rapsodija
Rapsodija je jednostavačna glazbena vrsta koja je epizodne ali ujedno integrirane strukture, slobodnog toka, s nizom vrlo kontrastnih raspoloženja, boja i tonaliteta. Dojam spontane inspiracije i smisao za improvizaciju čine rapsodiju slobodnijom u obliku nego varijacije.
Riječ "rapsodija" dolazi od grčke riječi rhapsōdos, što znači recitator epske poezije, a u Europi se počela koristiti u 16. stoljeću kao oznaka za literarne forme; ne samo epske pjesme, već i za zbirke raznovrsnih tekstova, a kasnije kao naziv za bilo kakav ekstravagantan izraz sentimenta ili osjećaja. U 18. stoljeću književne rapsodije prvi put postaju vezane uz glazbu, kao kod Christiana Friedricha Daniela Schubarta u djelu Musicalische Rhapsodien (1786.) - zbirci klavirskih komada i pjesama uz klavirsku pratnju.
Prve solo klavirske skladbe s nazivom rapsodija bile su Petnaest rapsodija Václava Jana Tomašeka, od kojih se prva pojavila 1810. godine. Iako se vokalni primjeri mogu naći čak i do Brahmsove Alto Rhapsody, op. 53 (1869.), u 19. stoljeću rapsodija postaje prvenstveno instrumentalni oblik, prvo za klavir, a zatim u drugoj polovini stoljeća, pod rapsodijom se podrazumijeva i velika nacionalna orkestralna skladba epskih razmjera – trend koji je pokrenuo Franz Liszt. Interes za ciganski stil sviranja violine koji se javlja sredinom 19. stoljeća doveo je do niza važnih djela skladanih u tom stilu (Franz Liszt, Antonín Dvořák, George Enescu, Erno Dohnányi, Béla Bartók), a početkom 20. stoljeća britanski skladatelji pod utjecajem tradicionalnih pjesama pišu niz primjera: Ralph Vaughan Williams - 3 Norfolk rapsodije, George Butterworth - A Shropshire Lad, Frederick Delius - Brigg Fair (kojemu je podnaslov An English Rhapsody)
Neki poznati primjeri rapsodija:
- Hugo Alfvén, Švedska Rapsodija br. 1 (Midsommarvaka), za orkestar
- Béla Bartók, Rhapsodija br. 1 i Rapsodija br. 2 za violinu i glasovir (također prerađena za orkestar)
- Johannes Brahms, Dvije rapsodije, op. 79, i Rapsodija u E - duru, op. 119 br.4, za solo klavir
- Emmanuel Chabrier, España, rapsodija za orkestar
- Claude Debussy, Première rhapsodie za klarinet i glasovir
- Claude Debussy, Rapsodija za alt saksofon i orkestar
- Ernő Dohnányi, Četiri rapsodije, op. 11, za solo klavir
- George Enescu, Rumunjske rapsodije br. 1 i 2, za orkestar
- Edward German, Velška Rapsodija, za orkestar
- George Gershwin, Rapsodija u plavom, Druga rapsodija, za glasovir i orkestar
- Franz Liszt, Mađarske rapsodije, za solo klavir
- David Popper, Mađarska Rapsodija
- Pancho Vladigerov, Bugarska Rapsodija "Vardar"
- Sergej Rahmanjinov, Rapsodije na Paganinijevu temu, op. 43, za glasovir i orkestar
- Maurice Ravel, Rapsodie espagnole, za orkestar
- Ralph Vaughan Williams, Norfolk Rhapsody br. 1, za orkestar

Godine 1975. britanski rock sastav Queen izdao je grandiozni hit "Bohemian Rhapsody", bombastičnu i podrugljivu rock pjesmu koja je u obliku četverostavačne suite, ali u izvedbi rock instrumentacije. Iako ju je skladatelj, pjevač Freddie Mercury opisao kao "lažnu operu", ona je također bila karakteristična kao "svojevrsna 7- minuta rock kantata ili 'megapjesma') u tri različita stavka" (Taruskin 2009., 328.). Bohemian Rhapsody postala je jedan od najprodavanijih britanskih singlova svih vremena.